# ORP Jastrząb
USS S-25 (SS-130)
L'ORP Jastrząb (en polonais : épervier), ex-USS S-25 (SS-130) est un sous-marin américain de classe S passé sous pavillon polonais pendant la Seconde Guerre mondiale.

## Histoire opérationnelle

### Au service de l'US Navy
Lancé le 29 mai 1922 l'USS-25 entre en service le 9 juillet de l'année suivante. Son premier commandant est le lieutenant commander George Fort. Il est affecté à la base navale de New London et participe à des manœuvres d'hiver près des Caraïbes et dans la Zone du canal de Panama entre janvier et avril 1924, ensuite,  il est transféré sur la Côte Ouest des États-Unis où il prend part à des exercices dans les eaux de Californie. En 1930 il entre en collision avec un navire de surface, à la suite de quoi son kiosque est endommagé. Le 15 avril 1931, il est envoyé dans la base navale de Pearl Harbor. Il rejoint la Flotte de l'Atlantique le 16 juin 1939. Cédé à la Royal Navy en août 1941 dans le cadre du programme Lend-Lease, il passe peu après sous pavillon polonais.

### Au service de la Marine polonaise
L'équipage polonais commandé par le kapitan Bolesław Romanowski commence à s'entraîner sur le S-25 le 15 octobre 1941 à New London. Du 27 au 31 octobre, les Polonais prennent part à l'exercice de la 7e flottille des sous-marins. Le 12 novembre 1941, le S-25 devient officiellement l'ORP Jastrząb. Il prend la mer le 21 novembre pour arriver 10 jours plus tard à Holy Loch. Une fois arrivé au Royaume-Uni il subit des travaux de modernisation grâce auxquels son temps de plongée est réduit de 2 minutes à 45 secondes. Le 22 avril 1942, il est affecté à la 4e flottille des sous-marins. Le surlendemain, il part pour sa première patrouille, une escorte lointaine du convoi PQ-15. Le 2 mai le convoi rencontre des icebergs et change de cap. Malencontreusement, il est attaqué avec des charges sous-marines par le destroyer norvégien St Albans (en) et le dragueur de mines britannique HMS Seagull. Jastrząb lance des fumigènes jaunes (signal de reconnaissance des sous-marins alliés) et malgré cela l'attaque se poursuit. Après avoir fait surface, le submersible est mitraillé par ses assaillants. Les coups de feu ont tué cinq hommes : starszy bosman Mieczysław Czub, mat Czesław Kędziora, marynarz Władysław Niedzielski, leading signalman Thomas J. Beard et leading telegraphist Martin Down, seize autres sont blessés dont le commandant Romanowski. L'ampleur des dégâts du Jastrząb rend impossible son retour à la base. Il est sabordé à la position 72° 14′ N, 14° 34′ E.